# أدريانو باسو
ادريانو باسو (18 أبريل 1975 بجوندياي في البرازيل - ) هو لاعب كرة قدم برازيلي في مركز حراسة المرمى. لعب مع أتلتيكو باراناينسي ونادي بريستول سيتي ونادي بونتي بريتا وهال سيتي ووولفرهامبتون واندررز ونادي وكينغ وسانت ألبانز سيتي.

## وصلات خارجية
- ادريانو باسو على موقع قاعدة بيانات كرة القدم.إي يو (الإنجليزية)
- ادريانو باسو على موقع Soccerbase.com (لاعب) (الإنجليزية)
- ادريانو باسو على موقع Soccerway.com (الإنجليزية)